# Cochlearia groenlandica
Cochlearia groenlandica — вид трав'янистих рослин родини капустяні (Brassicaceae). Етимологія: лат. groenlandica — «гренландський».

## Опис
Дворічна або багаторічна рослина. Стебла дещо розгалужені від основи, рідко бувають простими, від зведених до сланких, гіллясті дистально, (0.1)0.5–3(4) дм. Прикореневі листки черешок (0.2)1–7(10) см; пластинка (0.3)0.7–2(2.5) см × (2)5–20 мм. Стеблові листки черешкові (коротко черешкові або сидячі дистально); пластини 0.4–2 см × 1–15 мм; поля цілі, виїмчасті або злегка зубчасті. Квіти: чашолистки від яйцеподібних або довгастих, 1–2(3) × 0.5–1.5 мм; пелюстки зворотньо-ланцетні до лопатчаті, 2–4(5) × (0.5)0.8–2(3) мм. Плоди від яйцюватих до еліпсоїдних або обернено-яйцюватих, 3–6(7) × 2–4(5) мм. Насіння коричневе, від яйцюватих до майже кулястих, 1–1.5 × 0.8–1.3 мм. 2n = 14.

## Поширення
Азія: Росія; Європа: Ісландія, Фарерські острови, Норвегія (у тому числі Шпіцберген); Північна Америка: Гренландія, Канада, США. Населяє припливні площі, дюни, лагуни, струмки, луки, трав'яні килимки, тундри, морські пляжі й скелясті схили, оголені ділянки.